# Blancpain
Blancpain é um fabricante suíço de relógios de luxo, com sede em Paudex/Le Brassus, Suíça. Ela projeta, fabrica, distribui e vende relógios mecânicos de prestígio e luxo. Fundada por Jehan-Jacques Blancpain em Villeret, Suíça, em 1735, a Blancpain é a mais antiga marca de relojoaria existente atualmente. A Blancpain é uma subsidiária do Swiss Swatch Group desde 1992 e é considerada uma marca Swatch de primeira linha.
É mais conhecido por seu relógio de mergulho Fifty Fathoms, lançado em 1953, e seu relógio de pulso 1735 Grande Complication, lançado em 1991.